# Yvorne
Pronunciação
Yvorne é um município no cantão de Vaud, na Suíça, localizado no distrito de Aigle.[carece de fontes?]

## História
O 4 de março de 1584, um deslizamento de terra destrói a vila. Yvorne faz parte da associação Les Plus Beaux Villages de Suisse.[carece de fontes?]

## Património construído
Casa Branca O Castelo da Casa Branca.[carece de fontes?]
Templo reformado (1835 — 1838), do arquiteto Jean Gunthert.[carece de fontes?]
Cure (1837), do arquiteto de Lausanne Henri Perregaux.[carece de fontes?]
Escola (1871) do arquiteto François Jaquerod.[carece de fontes?]

## Pedreira de Truchefardel
Em um local chamado Truchefardel ou La Coche, ao lado da estrada, uma pedreira de mármore de jaspe (coral indígena Malm ) foi explorada por pedreiros anônimos século XVII, em seguida, pelos pedreiros Doret o século XVIII e século XIX.[carece de fontes?] Em 1756, Vincent Doret construiu uma serra de mármore lá. Este material, que se distingue por sua rica coloração, combinando cinza, vermelho e amarelo com veios preto e branco, tem uma certa glória, pois foi exportado para um amplo raio, especialmente em todo o Pays de Vaud, bem como em Berna, Genebra e Lyon.[carece de fontes?] Entre os muitos usos desse material, podemos citar as colunas do portal da prefeitura de La Palud, em Lausanne (1674). De 1905 a 1921, essa pedreira foi explorada pela empresa de pedreiras de Arvel, à qual pertencia e onde explora principalmente pedra lapidada e mármore, sob os nomes de "Swiss Red" e "Grey Suíços ”.[carece de fontes?] Essa pedreira também forneceu, em 1913 — 1914, os materiais utilizados para a construção da parede principal suíça do túnel Mont-d'Or . A pedreira foi fechada em 1921.

## Transporte
De Yvorne, o Col des Agites dá acesso ao vale de Hongrin.

## Personalidades ligadas ao município
- Alphonse Mex (escritor) nasceu em 1888.[4]